# からつバーガー

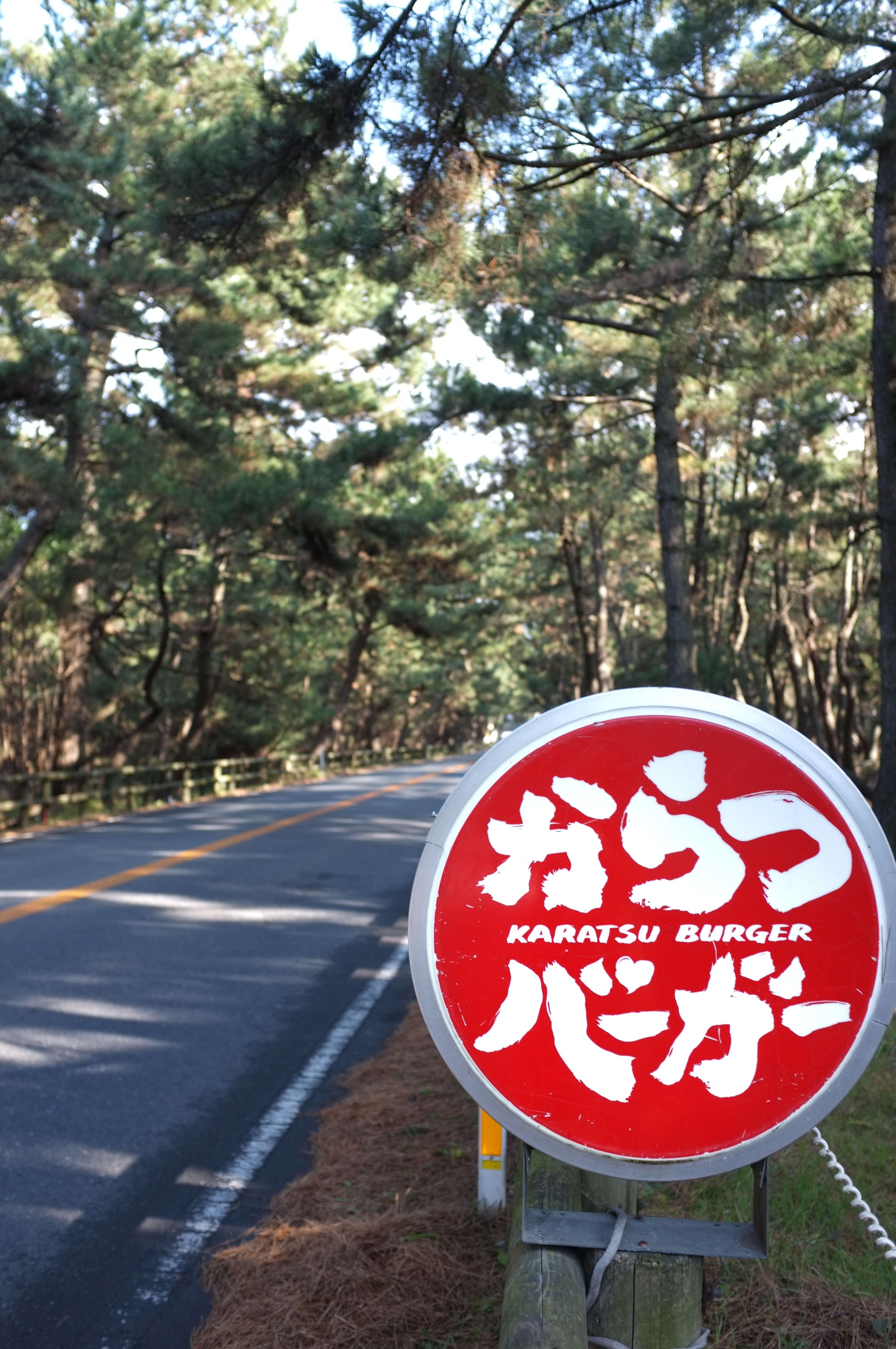
からつバーガー看板
（虹の松原）

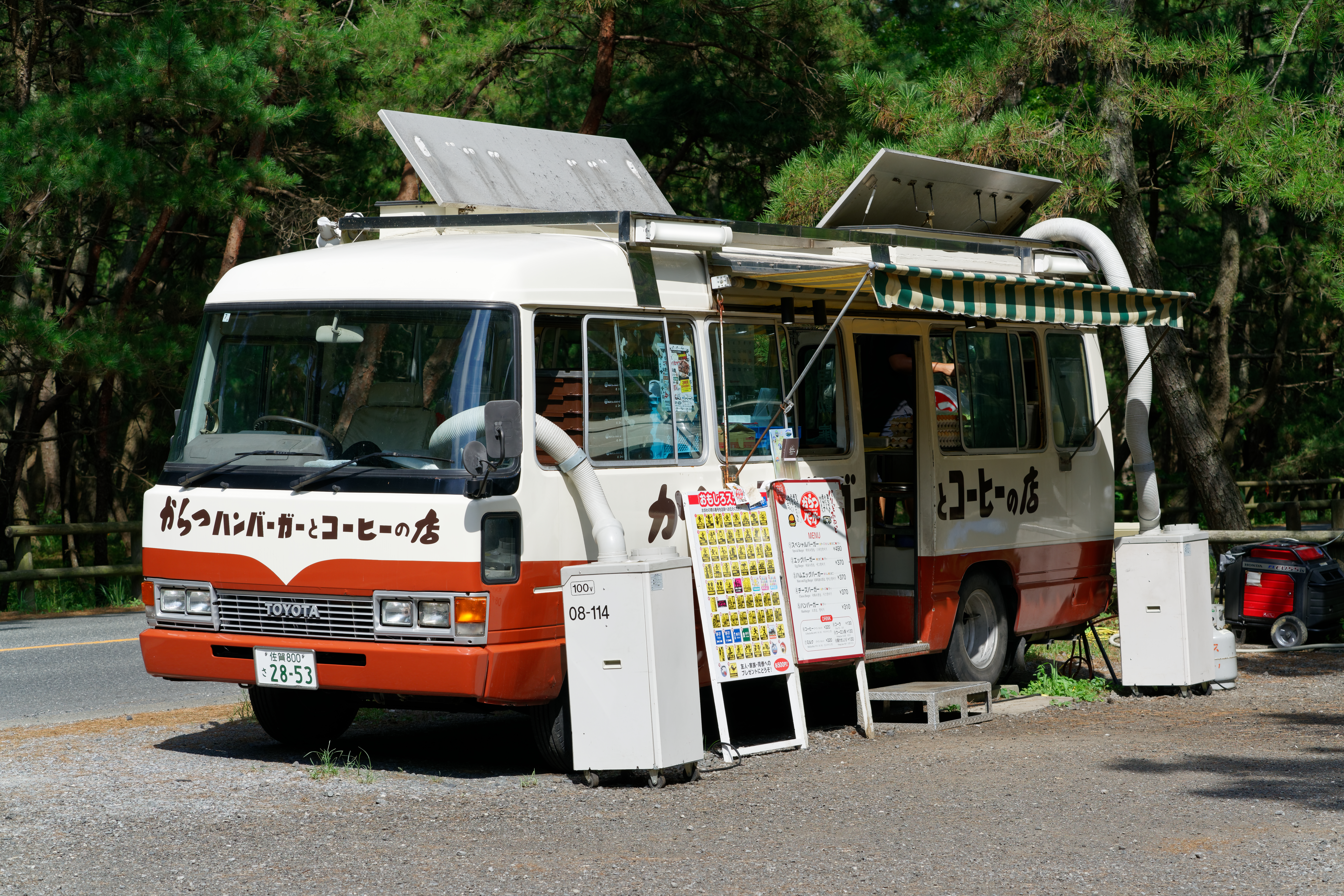
虹の松原の店舗

からつバーガー（唐津バーガー）とは、佐賀県唐津市のご当地バーガーである。

## 概要
佐賀県唐津市の虹の松原の中の駐車場などで販売されている手作りハンバーガー。メインの店舗はバス型車両での移動販売であり、虹ノ松原の店舗の他に唐津市内に数店舗の他に糸島市にも店舗を有する。
交通のアクセスが良く、福岡県からの利用客も多い。
ハンバーガーの袋には、観光地である唐津城と虹ノ松原がデザインされている。
TBSで放送されていた『ランキンの楽園』の“全国!激うまご当地バーガーランキング”にて第4位を獲得した。
からつバーガーが駐車している虹の松原の駐車場を東経130度00分00秒の子午線が通過している。

## 店舗一覧
- からつバーガー 虹ノ松原本店[1]
- からつバーガーとコーヒーの店 唐津うまかもん市場店[2]
- からつハンバーガーとコーヒーの店 中町店[3]
- からつハンバーガーとコーヒーの店 岩野店[4]
- たこ焼きとからつバーガーの店 たこてつ[5]
- からつバーガー 二丈ガソリンスタンド店[6]